# Ziua internațională a pisicii
Ziua internațională a pisicii este o zi de activism pentru conștientizarea oamenilor față de nevoile pisicilor, o zi de luptă împotriva neglijenței și a abuzurilor asupra acestora.
Ziua internațională a pisicii se ține la 8 august. În unele părți din Europa această zi se ține la 17 februarie, iar în Rusia la 1 martie.

## Istoric
În 2002 Fondul Internațional pentru Bunăstarea Animalelor (engleză International Fund for Animal Welfare — IFAW) și alte grupuri pentru drepturile animalelor au propus ca această zi să se țină la 8 august.
În 2020 aspectele legate de Zilei Internaționale a Pisicilor a trecut la International Cat Care, o organizație britanică non-profit care se ocupă de îmbunătățirea sănătății și bunăstării pisicilor domestice din întreaga lume încă din 1958.

## Ziua națională a pisicii
În unele țări este stabilită și o zi națională a pisicii⁠(d), de exemplu în SUA aceasta se ține la 29 octombrie.

## Zile ale pisicilor negre
Unele pisici, de exemplu cele negre, sunt considerate aducătoare de noroc în unele părți (Regatul Unit, Japonia), dar în alte părți (Europa) se consideră că prevestesc nenorociri. Pentru a combate tratamentele negative determinate de superstiții, pisicile negre au propria lor zi internațională, Ziua internațională de apreciere a pisicilor negre, care se ține la 17 august. În unele locuri pisicile negre au și ziua lor națională, Ziua națională a pisicii negre, care în Regatul Unit se ține la 27 octombrie.

## Ziua pisicii sălbatice scoțiene
Tot la 8 august se ține ziua pisicii sălbatice scoțiene⁠(d) (în engleză Scottish Wildcat Day). Înființată în 2016 de organizația Action For Earth, această zi este o modalitate de a populariza situația acestor pisici, aflate pe cale de dispariție, considerându-se că nu mai există decât 30–35 de exemplare.